# Elle Literatuurprijs
De Elle Literatuurprijs is een literatuurprijs die jaarlijks uitgereikt wordt door het blad Elle. Het is een korte verhalenwedstrijd waarbij het winnende verhaal geplaatst wordt in het blad Elle.
winnaars uit het verleden:
- 2001: Liesbeth Mende
- 2003: Paulien Cornelisse